# Matthieu Fontaine
Matthieu Fontaine (La Bassée, 9 april 1987) is een Franse voetballer (verdediger) die sinds 2008 voor de Franse tweedeklasser Stade de Reims uitkomt. 